# قضاء الأغوار الشمالية
قضاء الأغوار الشمالية قضاء يقع في لواء الأغوار الشمالية، محافظة إربد في الأردن. ينتمي القضاء للواء الأغوار الشمالية الذي يضم قضاء واحد. يقدر عدد سكانه بـ 122330 نسمة حسب إحصاء 2015.

## الوصلات الخارجية
- دائرة الاحصاءات العامة